# Station radar d'Olenegorsk
La station radar d'Olenegorsk (également dénommée Olenegorsk-1 ou Mourmansk) est le site d'un radar d'alerte précoce soviétique et russe. Il est situé près d'Olenegorsk sur la péninsule de Kola, au nord du cercle polaire arctique, dans le nord-ouest de la Russie. Considéré comme un élément clé du système d'alerte précoce russe contre les attaques de missiles balistiques, il couvre les lancements de missiles balistiques en mer de Norvège et du Nord. La station est exploitée par les forces de défense aérospatiales russes.
La ville militaire de la station s'appelle Olenegorsk-1 et se trouve dans le village de Protoki. La station se trouve à 19 km à l'est de la base aérienne d'Olenya et à 27 km à l'est d'Olenegorsk. A 6 kilomètres au sud-est se trouvait un poste de relais radioélectrique militaire à diffusion troposphérique.

## Radar
Olenegorsk était le site de l’un des deux premiers radars d’alerte précoce en Union soviétique, l’autre étant celui de Skrunda-1. Le radar Dnestr-M (nom de code OTAN: "Hen House") a été achevé en 1969 et est entré en service en 1971.
Un radar Daugava (nom de code OTAN: "Pechora") a ensuite été construit à côté de celui-ci. Il s’agit d’un récepteur prototype Daryal, un récepteur multiélément qui a fonctionné avec le Dnestr en tant qu’émetteur. La Daugava, qui est toujours opérationnelle, a été installée à Olenegorsk afin de minimiser les interférences causées par les aurores boréales.

## Radar Voronezh
Il est prévu de remplacer les radars Dnestr-M et Daugava à Olenegorsk par la nouvelle génération de systèmes de radar d’alerte précoce russes, le radar de Voronezh.